# Jukka Heinikainen
Jukka Kalervo Heinikainen (nascido em 22 de julho e 1972) é um ex-ciclista olímpico finlandês. Representou sua nação nos Jogos Olímpicos de Verão de 1996, na prova de perseguição por equipes (4000 m).